# Liste des résolutions du Conseil de sécurité des Nations unies adoptées en 1954
Les résolutions du Conseil de sécurité des Nations unies sont les décisions qui sont votées par le Conseil de sécurité des Nations unies.
Une telle résolution est acceptée si au moins neuf des quinze membres (depuis le 17 décembre 1963, 11 membres avant cette date) votent en sa faveur et si aucun des membres permanents qui sont la Chine, les États-Unis, la France, le Royaume-Uni et l'Union soviétique (la Russie depuis 1991) n'émet de vote contre (qui est désigné couramment comme un veto).

## Résolutions 104 à 105
- Résolution 104 : question présentée par le Guatemala (adoptée le 20 juin 1954).
- Résolution 105 : Cour internationale de justice (adoptée le 28 juillet 1954).